# 28791 Edithsykeslowell
28791 Edithsykeslowell este o planetă minoră (asteroid), cu un diametru de 5,738 km, din centura de asteroizi. A fost descoperită pe 25 aprilie 2000 la Stația Anderson Mesa de Lowell Observatory Near-Earth-Object Search. 
Obiectul prezintă o orbită caracterizată de o semiaxă mare de 3,0102836 UAi, o excentricitate de 0,08, o înclinație de 1,55458 ° în raport cu ecliptica.